# Rašeljke
Rašeljke su naseljeno mjesto u općini Tomislavgrad, Federacija Bosne i Hercegovine, BiH.

## Stanovništvo

### 1991.
Nacionalni sastav stanovništva 1991. godine, bio je sljedeći:
ukupno: 430
- Hrvati - 420 (97,67%)
- ostali, neopredijeljeni i nepoznato - 10 (2,33%)

### 2013.
Nacionalni sastav stanovništva 2013. godine, bio je sljedeći:
ukupno: 383
- Hrvati - 379 (98,96%)
- Bošnjaci - 1 (0,26%)
- ostali, neopredijeljeni i nepoznato - 3 (0,78%)